# Smilisca fodiens
Smilisca fodiens är en groddjursart som först beskrevs av George Albert Boulenger 1882.  Smilisca fodiens ingår i släktet Smilisca och familjen lövgrodor. IUCN kategoriserar arten globalt som livskraftig. Inga underarter finns listade i Catalogue of Life.